# Tadeusz Czacki

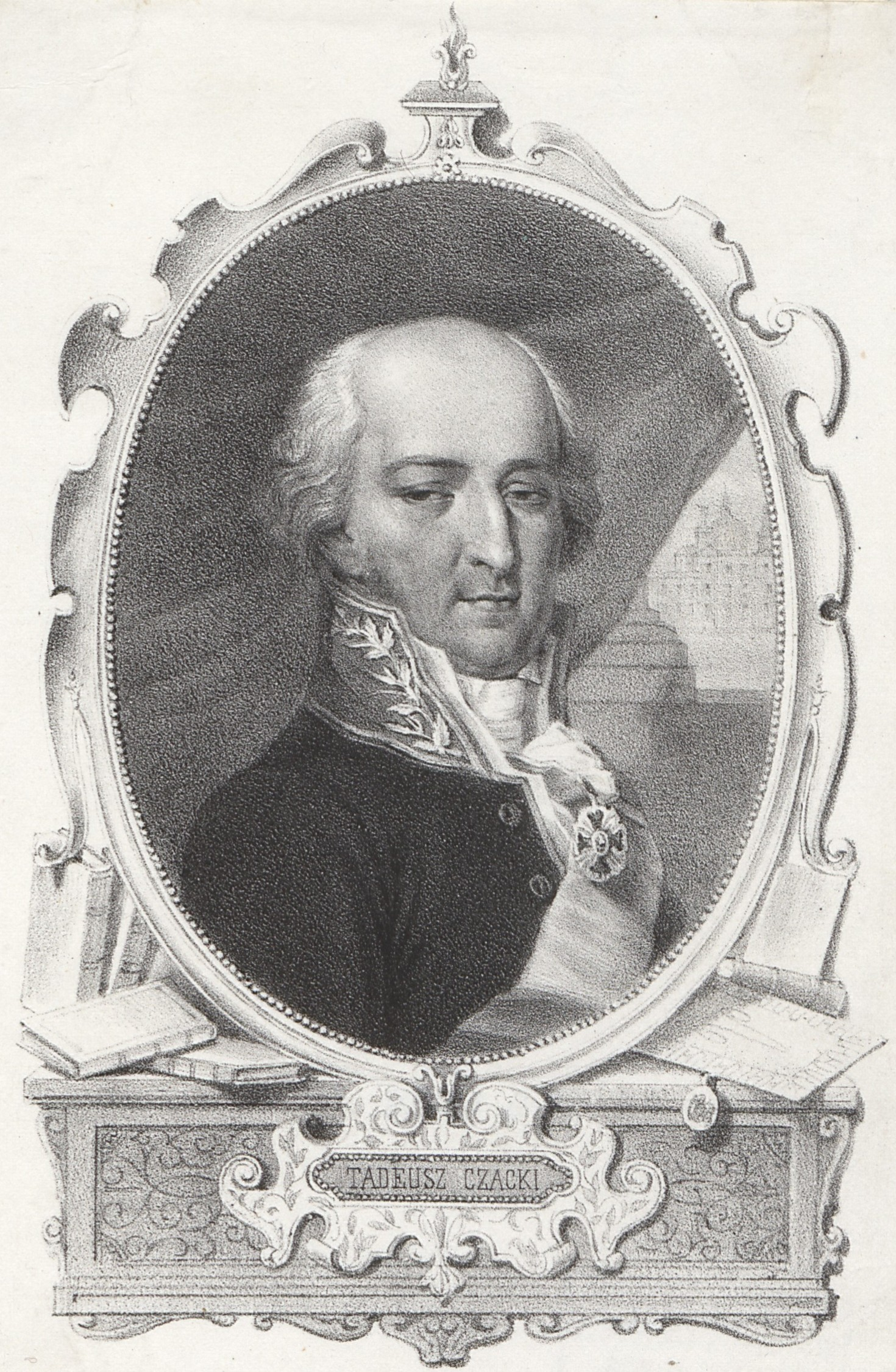
Tadeusz Czacki na litografii Maksymiliana Fajansa

Tadeusz Czacki herbu Świnka, krypt.: T. C., (ur. 28 sierpnia 1765 w Porycku na Wołyniu, zm. 8 lutego 1813 w Dubnie na Wołyniu) – polski działacz oświatowy i gospodarczy, pedagog, historyk, ekonomista, bibliofil, numizmatyk, członek Komisji Edukacji Narodowej, współtwórca Konstytucji 3 Maja, współzałożyciel warszawskiego Towarzystwa Przyjaciół Nauk, twórca Biblioteki Poryckiej, główny twórca i organizator Liceum Krzemienieckiego zwanego Atenami Wołyńskimi, ostatni starosta niegrodowy nowogrodzki (1786–1792), wizytator szkół guberni wołyńskiej, podolskiej i kijowskiej.

## Życiorys
Pierwsze nauki pobierał w domu rodzinnym, pod kierunkiem jezuity F. Grodzickiego. Karierę zawodową rozpoczął (1781) w sądzie nadwornym (zadwornym) w Warszawie jako praktykant. W tym okresie studiował zbiory Biblioteki Załuskich. Wkrótce też zbliżył się do J. Albertrandiego i A. Naruszewicza oraz został wyznaczony przez króla do uporządkowania części prywatnego archiwum królewskiego i Metryki Koronnej. Następnie działał w Komisji Kruszcowej (1784) i Komisji Skarbu Koronnego (1786). Członek Kompanii Solnej. W roku 1786 został kawalerem Orderu Świętego Stanisława. 
W roku 1791 wizytował Wawel, gdzie otworzył groby królewskie (m.in. Zygmunta Starego i Zygmunta Augusta), zabierając z nich cenne pamiątki oraz dokonał spisu klejnotów znajdujących się w skarbcu królewskim. Zabrał też z grobu czaszkę, którą uważał za czaszkę Jana Kochanowskiego i przekazał ją w darze księżnej Izabeli Czartoryskiej. Badania Instytutu Ekspertyz Sądowych w Krakowie wykazały, że w istocie jest to czaszka kobiety. 
W roku 1792 odznaczony Orderem Orła Białego.  W roku 1802 założył krótko istniejące towarzystwo żeglugowe „Czacki, Drzewiecki i spółka” funkcjonujące w Odessie. W 1803 roku, w związku z przyznaniem autonomii szkolnictwu polskiemu na Litwie i Rusi, Czacki został mianowany wizytatorem szkół guberni wołyńskiej, podolskiej i kijowskiej. Poświęcił się pracy na rzecz szkolnictwa – założył Liceum Krzemienieckie. Zawarł znajomość z K.C. Mrongowiuszem – rezultatem tej znajomości były starania Czackiego w roku 1805 o sprowadzenie Mrongowiusza do Krzemieńca na bibliotekarza i nauczyciela.
Od 1792 żonaty z Barbarą Dembińską z Dembian herbu Rawicz. Mieli troje dzieci.

## Twórczość
Napisał m.in. wiele artykułów dotyczących handlu Polski. Zapoczątkował także opracowanie dokładnej hydrograficznej mapy Polski i Litwy. 

### Ważniejsze utwory
1. Mowa miana w imieniu Komisji Kruszcowej do Stanisława Augusta 1785 r. 26 marca, brak miejsca wydania (1785)
2. Odpowiedź na pismo Imci Pana Grumerta w kwestii, czy Imość Pan Zughöer może być umieszczony w liczbie posłów monarchów i czy, będąc umocowanym do sprawowania interesów Kurlandii książęcia w Polszcze, powinien podlegać jurysdykcji krajowej, Warszawa 1787
3. Refleksje nad uszkodzeniem dla krajów polskich wynikającym z zaniedbywania handlu, pochodzącego z mniej ważenia porzuconej nad Gdańskiem opieki, brak miejsca wydania 1790
4. Opis obrad sejmowych we 12-tu dniach miesiąca maja 1790, rękopis, (informacja A. Osińskiego)
5. Usprawiedliwienie się… w materii kupna i reperacji pałacu dla posła rosyjskiego… podane d. 3 lutego 1791, (Warszawa 1791)
6. Mowa… w czasie pierwszego zasiadania na Komisji Skarbu Kor. JW. Rocha z Głogowy Kossowskiego… miana 14 lutego 1791, (Warszawa 1791)
7. Mowa w materii menniczej na sejmie 20 września 1791, Warszawa brak roku wydania
8. Mowa… w usprawiedliwieniu tabeli przychodów i wydatków od Komisji Skarbu Kor. d. 2 grudnia 1791 miana, (Warszawa 1791)
9. O Konstytucji Trzeciego Maja 1791. Do J. WW. Zalewskiego, trockiego, i Matuszewicza, brzeskolitewskiego, posłów, brak miejsca wydania (1791); rękopisy w Bibliotece PAN Kraków, sygn.: 181, 212
10. Uwagi o handlu z Anglią, Portą Ottomańską i innymi narodami, powst. w roku 1792; fragmenty pt. „O handlu Polski z Portą Ottomańską”, wyd. M. Wiszniewski: Pomniki historii i literatury polskiej, t. 2, Kraków 1835, s. 156–191
11. Obraz panowania Zygmunta Augusta ks. Adamowi Czartoryskiemu G. Z. P. 1798 roku przesłany, wyd. M. Wiszniewski: Pomniki historii i literatury polskiej, t. 3, Kraków 1835, s. 1–38
12. O litewskich i polskich prawach, o ich duchu, źródłach, związku i o rzeczach zawartych w pierwszym Statucie dla Litwy 1529 r. wydanym[8], t. 1–2, Warszawa 1800–1801; przekł. rosyjski: fragm.: W. Anastasiewicz Ulej 1811, t. 2, cz. 2, zeszyt 11, s. 367–374
13. „O dziesięcinach w powszechności, a szczególniej w Polszcze i Litwie. Rzecz czytana na posiedzeniu Warsz. Tow. Przyj. Nauk”, Rocznik Towarzystwa Warszawskiego Przyjaciół Nauk, t. 1 (1802); odb. Warszawa 1801; przekł. francuski: A. Potocki pt. Des Dîmes en général et particulièrement…, Warszawa 1801; przekł. rosyjski: W. Anastasiewicz, rękopis, (informacja A. Osińskiego, s. 178)
14. „Rozbiór dziejów narodu polskiego przez pierwszych dwóch pisarzów, Marcina Galla i Wincentego Kadłubka”, Nowy Pamiętnik Warszawski 1801, t. 1
15. „O nazwisku Ukrainy i początku Kozaków”, Nowy Pamiętnik Warszawski 1801, t. 4; przekł. rosyjski: W. Anastasiewicz Ulej 1811, t. 2, cz. 1, zeszyt 2, s. 118–134
16. List o Koperniku, Warszawa 1802
17. Uwagi nad uwagami o dziesięcinach, Warszawa 1803
18. Mowa… miana na zjeździe duchowieństwa łuckiego obrządku łacińskiego d. 20 paźdz. 1803, brak miejsca i roku wydania; wyd. następne: Nowy Pamiętnik Warszawski 1804, t. 15, s. 327–343
19. O gimnazjum w wołyńskiej guberni i innych dla obojej płci ustanowionych uczynione przedstawienie… r. 1803 w grudniu, brak miejsca i roku wydania
20. O stanie jeneralnym oświecenia guberni wołyńskiej i o środkach[9] urządzenia i upowszechnienia nauk uczynione doniesione 1804 r., wyd. F. Kojsiewicz: Korespondencja listowna z T. Czackim H. Kołłątaja…, t. 2, Kraków 1844
21. List odpowiedni… do ks. L. S. Stroińskiego S. P. z dnia 29 marca 1804, (Poryck) brak roku
22. Rozprawa o prawie, które mają obywatele prowincji składających dawną Polskę do wolnego szynkowania piwa, miodu i gorzałki, i o przyczynie, dla której obywatele dawnej Rosji, nie mając tyle części dochodów, krzywdy nie ponoszą, brak miejsca wydania (1805); także Dziennik Wileński 1806; przekł. rosyjski: W. Anastasiewicz, rękopis, (informacja A. Osińskiego, s. 183)
23. Mowa… d. 7 Octobr. 1805 przy otwarciu Gimnazjum Wołyńskiego w Krzemieńcu miana, brak miejsca wydania 1805; także Dziennik Wileński 1805; Gazeta Lit. Wil. 1806
24. Do całego składu nauczycielów i młodzieży szkolnej w wołyńskiej, kijowskiej i podolskiej guberniach (postanowienie względem uczczenia pamiątki M. W. Mniszcha) 11 marca 1806, brak miejsca i roku wydania
25. Odezwa do uczniów Gimnazjum Wołyńskiego 11 kwietnia 1806, brak miejsca i roku wydania
26. Mowa… o pożytkach z wychowania publicznego i domowego, przy kończeniu roku szkolnego w Gimnazjum Wołyńskim miana 1806 r. 20 lipca, (Krzemieniec 1806); także w Dzienniku Wileńskim; przekł. rosyjski: W. Anastasiewicz Pieriodiczeskoje soczinienije 1806, nr 18
27. Plan szkoły mechaniki praktycznej przy Gimnazjum Wołyńskim (26 lipca 1806), brak miejsca i roku wydania
28. Odezwa do uczniów Gimnazjum Wołyńskiego 28 grudnia 1806, brak miejsca i roku wydania
29. O Komisji Edukacji na Litwie, brak miejsca wydania 1807, informacja L. Finkla (poz. 5647)
30. „O Żydach”, Wilno 1807; wyd. następne: wyd. 2 pt. „O Żydach i Karaitach”, Dziennik Wileński 1807 i odb.; przekł. rosyjski: W. Anastasiewicz, rękopis, (informacja A. Osińskiego, s. 189)
31. Odezwa do uczniów Gimnazjum Wołyńskiego po powrocie z Petersburga 22 lutego 1808, brak miejsca i roku wydania
32. Mowa przy dokończeniu biegu szkolnego w Gimnazjum Wołyńskim 1808, rękopis, (informacja A. Osińskiego)
33. Ustanowienie szkoły ogrodniczej przy Gimnazjum Wołyńskim (22 lipca 1809), brak miejsca i roku wydania
34. Czy prawo rzymskie było zasadą praw polskich i litewskich i czy z północnymi narodami mieliśmy wiele wspólnych praw i zwyczajów? Rozprawa czytana w Krzemieńcu na otwarcie r. szkoln. w Gimnazjum Wołyńskim, Wilno 1809; przekł. rosyjski: W. Anastasiewicz, rękopis, (informacja A. Osińskiego, s. 193)
35. O rzeczy menniczej w Polsce i na Litwie, powst. 1810, wyd. M. Wiszniewski: Pomniki historii i literatury polskiej, t. 1, s. 1–128, t. 2, s. 1–58, Kraków 1835
36. „O Tatarach”, Dziennik Wileński 1810, przedr. M. Wiszniewski: Pomniki historii i literatury polskiej, t. 2, s. 87–108, Kraków 1835
37. Do uczniów i nauczycielów Gimnazjum Wołyńskiego (z powodu śmierci J. Czecha, pierwszego rządcy tegoż Gimnazjum). Krzemieniec 2 grudnia 1810, brak miejsca i roku wydania
38. Tłumaczenie się… przed Komisją reskryptem najwyższym 23 września 1810 dla rozważenia różnych przedmiotów o Wołyńskim Gimnazjum ustanowioną, 18 grudnia 1810 w Żytomierzu podane, brak miejsca i roku wydania
39. O prawach mazowieckich. Rozprawa czytana w Krzemieńcu na zakończenie roku szkolnego 14 lipca 1811, Krzemieniec brak roku wydania; wyd. następne: M. Wiszniewski: Pomniki historii i literatury polskiej, t. 4, Kraków 1835, s. 1–35
40. Odezwa do uczniów Gimnazjum Wołyńskiego i do zacnych ziomków, którzy dzieci swe do tej szkoły oddają. Krzemieniec 16 lipca 1811, brak miejsca i roku wydania
41. Mowa… d. 30 styczn. 1812 w Kijowie (przy otwarciu gimnazjum) miana, Krzemieniec 1812; przekł. rosyjski: W. Anastasiewicz Ulej 1812, t. 2, cz. 2, zeszyt 17
42. Plan mapy jeneralnej, ogł. A. Osiński: O życiu i pismach T. Czackiego, Krzemieniec 1816, s. 272–285; także wyd. 2 Kraków 1851
43. Wstęp do mowy pochwalnej Chreptowicza, ogł. A. Osiński: O życiu i pismach T. Czackiego, Krzemieniec 1816, s. 404–405
44. „O Cyganach”, wyd. M. Wiszniewski: Pomniki historii i literatury polskiej, t. 2, Kraków 1835, s. 59–86
45. „O prawie chełmińskim”, wyd. M. Wiszniewski: Pomniki historii i literatury polskiej, t. 2, Kraków 1835, s. 109–126
46. O statystyce Polski, wyd. zobacz: Wydania zbiorowe
47. O źródłach praw, które miały moc obowiązującą w Polsce i w Litwie, wyd. zobacz: Wydania zbiorowe
48. O urządzeniu rękodzielni, rękopis, (informacja A. Osińskiego)
49. O rokoszu szlachty pode Lwowem, 1537, rękopis, (informacja A. Osińskiego)
50. Wstęp do historii polskiej, ogł. A. Osiński: O życiu i pismach T. Czackiego, Krzemieniec 1816, s. 383–390
51. Ormianie, rękopis, (informacja A. Osińskiego)
52. Prawo do miast kryminalne, rękopis, (informacja A. Osińskiego)
53. O drożyźnie i środkach do jej zmniejszenia, rękopis, (informacja A. Osińskiego)
54. Wyłuszczenie przedmiotów Komisji Sądowej Edukacyjnej, rękopis, (informacja A. Osińskiego)
55. Wypisy z rozmaitych pisarzów ściągające się do dziejów narodowych, rękopis, (informacja A. Osińskiego)
56. O szkołach powiatu włodzimierskiego, rękopis: Biblioteka Uniwersytety Wileńskiego (Kuratoria Czartoryskich, sygn.43).

Ponadto Czacki wydał drukiem kilka obwieszczeń urzędowych, uniwersałów i uwiadomień. Dodatkowo L. Finkel podaje informację o kilku następnych pismach (poz.: 4870, 5329). Jego artykuły i rozprawy znajdują się w czasopismach: Dziennik Handlowy (tu: „Raport o poszukiwaniach solnych za Stanisława Augusta od r. 1780.” 1788, s. 476, 587, 678, 743), Dziennik Wileński (tu m.in.: „Rzecz o dziełach elementarnych, a szczególniej o dziele Jana Śniadeckiego pt. Jeografia, czyli opisanie matematyczne i fizyczne ziemi” 1805, nr 2; „Jak i kiedy Tatarowie zaczęli mieć u nas osady” 1816, nr 18), Gazeta Narodowa i Obca (tu: „Opisanie grobów dawnych królów polskich w Krakowie” 1791, nr 65–68), Nowy Pamiętnik Warszawski (1801–1805), Pamiętnik Warszawski (tu: „Opisanie grobów dawnych królów polskich w Krakowie” 1819), Rocznik Tow. Warsz. Przyj. Nauk (1802).

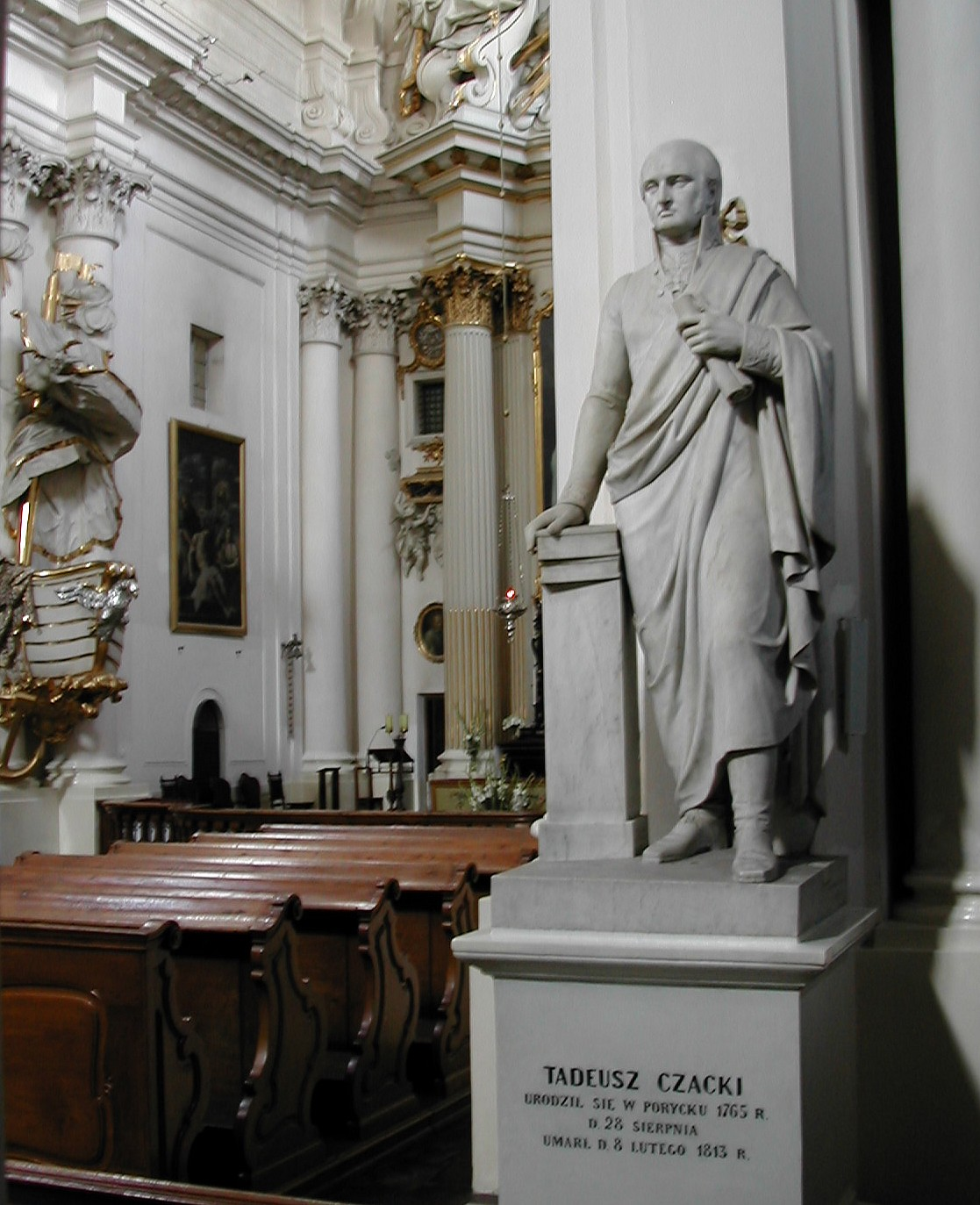
Pomnik Tadeusza Czackiego w warszawskim Kościele Wizytek

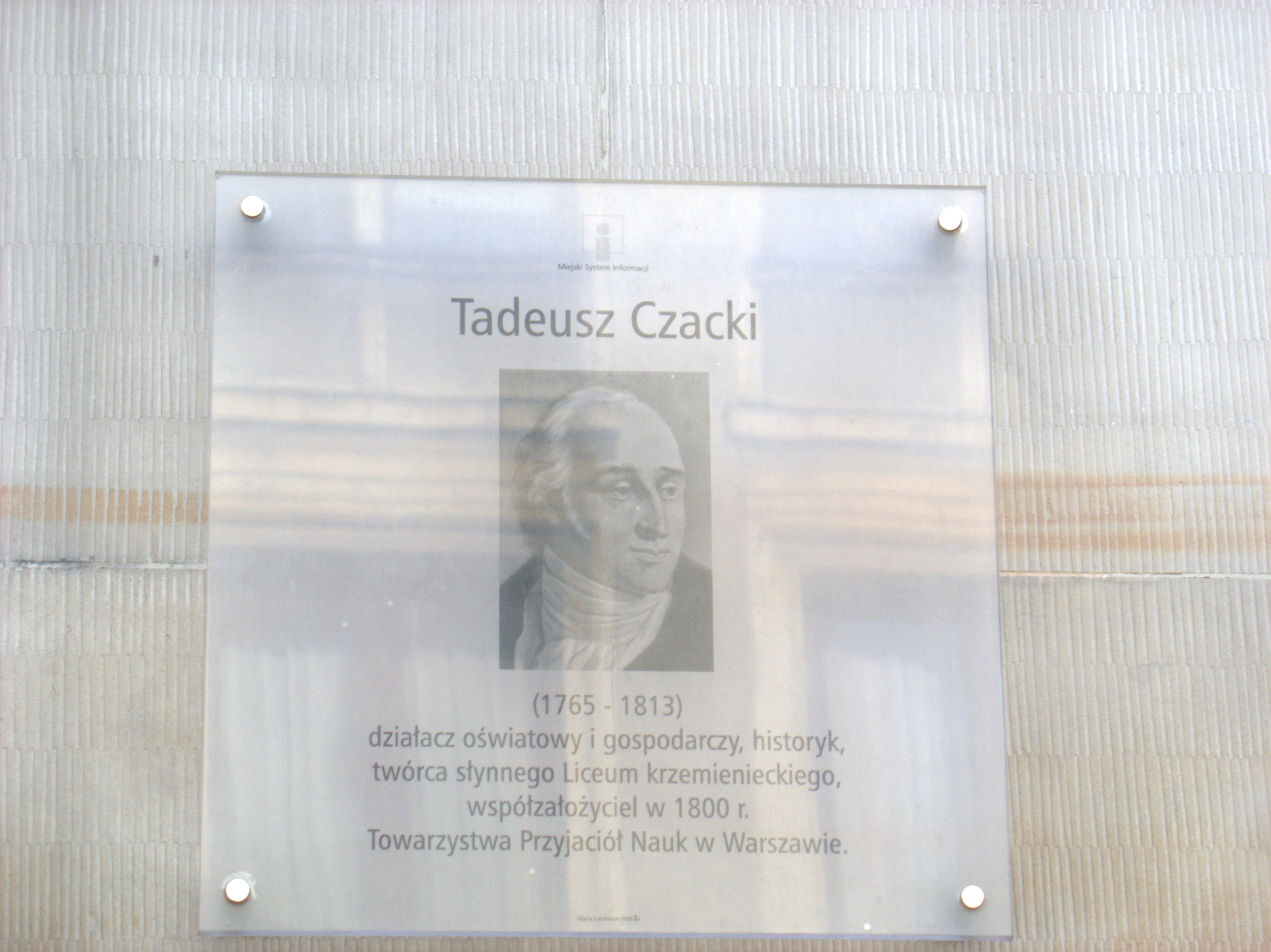
Tablica informacyjna w Warszawie

### Wydania zbiorowe
- Dzieła… zebrane i wydane przez hr. E. Raczyńskiego, t. 1–3, Poznań 1843–1845; wyd. następne (tytułowe) t. 1: Poznań 1844; zawartość:
  - t. 1–2: Twórczość poz. 12
  - t. 3: Twórczość poz.: 10–11, 13–15, 30, 34–36, 39, 44–47.

### Listy i materiały
- Do J. Przybylskiego z lat 1778–1800, rękopis: Biblioteka Jagiellońska, sygn. 148
- Do A. Piegłowskiego, superintendenta skarbu koronnego prowincji ruskiej, 21 listów z lat 1787–1792, ogł. Athenaeum 1845, t. 6, s. 61–72; 1846, t. 1, s. 193–205
- Listy z lat 1787–1812 do różnych osób w porządku chronologicznym: S. Małachowskiego (1787), M. Poniatkowskiego (1787), Stanisława Augusta (1792, 1797), A. Pstrokońskiego (1803), W. Borejki (1804), H. Kołłątaja (1805), P. Zawadowskiego (1807), Platera (1810), A. Osińskiego (1810), Miłoradowicza (1812), króla pruskiego (brak roku), Kurakina (brak roku); ogł. A. Osiński: O życiu i pismach T. Czackiego, Krzemieniec 1816; także wyd. 2 Kraków 1851
- Do F. Rudzkiego z lat 1788–1810 i brak daty, 19 listów; do Piaseckiego z lat 1801–1808 i brak daty, 14 listów; do Stanisława Augusta i odpowiedź; rękopis: Biblioteka Narodowa, sygn. 2809/I
- Do A. Naruszewicza z roku 1791 z opisem grobów królów polskich w Krakowie, ogł. A. Grabowski: Kraków i jego okolice, Kraków 1830, s. 360–363
- Do M. Wolskiego z 28 września i 3 grudnia 1792, ogł. D. Chodźko, Ondyna Druskienickich Źródeł (Grodno) 1846, zeszyt 8
- Do L. Kropińskiego z lat 1796–1802, ogł. J. Bartoszewicz, Dziennik Warszawski 1854, nr: 159–160, 162, 170, 187
- Do S. B. Lindego z lat: 1798, 1802–1804; do J. M. Ossolińskiego z roku 1798 i brak roku; od J. M. Ossolińskiego z roku 1803; do L. Kropińskiego brak roku; z rękopisów wykorzystał i drobne fragmenty ogł. J. Michalski: „Spór o koncepcję słownika Lindego”, Studia i Materiały z Dziejów Nauki Polskiej, t. 2, Warszawa 1954
- Do L. Kropińskiego 12 listów z lat 1800–1805; do nieznanej z nazwiska osoby list z roku 1800; do W. Borejki 35 listów z lat 1804–1805; rękopis: Ossolineum, sygn. 4962/II
- Do M. Molskiego 3 listy z lat 1801–1802; do M. Jurkowskiego list z roku 1812; ogł. T. Wierzbowski: Materiały do dziejów piśmiennictwa polskiego, t. 2, Warszawa 1904
- Korespondencja z Janem Śniadeckim z lat 1801–1803, ogł. M. Chamcówna w książce: „J. Śniadecki: O Koperniku”, Wrocław (1955), Biblioteka Narodowa, seria I, nr 159, (tu 17 listów od Śniadeckiego, w tym: 12 ogł. z rękopisu Biblioteki Jagiellońskiej, sygn. 3102)
- Do Towarzystwa Przyjaciół Nauk z lat: 1802, 1805; ogł. A. Kraushar: Towarzystwo Warszawskie Przyjaciół Nauk, t. 1, Kraków 1900
- Do J. Skoczylasa Piaseckiego 2 listy z lat: 1802, 1805; do Waxmana 2 listy brak daty; do W. Borejki 5 listów z lat: 1805, 1810–1811; ogł. E. Heleniusz (E. Iwanowski): Wspomnienia lat minionych, t. 1, Kraków 1876, s. 480 nn.
- Do A. J. Czartoryskiego z lat 1803–1811, ogł. w całości lub fragm. L. Dębicki: „Z korespondencji naukowej Puław”, Biblioteka Warszawska 1885, t. 1
- Do P. Maleszewskiego z lat 1803–1806, rękopisy znajdowały się w Bibliotece byłej Wyższej Szkoły Handlowej w Warszawie
- Do J. Kruszyńskiego z lat 1804–1805, ogł. K. W. Wójcicki: Cmentarz Powązkowski pod Warszawą, t. 1, Warszawa 1855, s. 116–117
- Do Kudlickiego (instrukcja) z roku 1806; od A. J. Czartoryskiego z roku 1806 i do tegoż z 1808; do F. Biernackiego z roku 1810; do Jana Śniadeckiego; wyd. M. Baliński: Pamiętniki o Janie Śniadeckim, t. 2, Wilno 1865, s. 234–238, 352–359, (tu również listy od Śniadeckiego)
- Korespondencja z Janem Śniadeckim z lat 1806–1811, 15 listów, wyd. B. Gubrynowicz: „Z nieznanej korespondencji Jana Śniadeckiego z T. Czackim”, Księga pam. ku uczczeniu 350 rocznicy i 10 wskrzeszenia Uniw. Wil., t. 1, Wilno 1929, s. 104–128 i odb.
- Do J. Zawadzkiego z 31 maja, 18 sierpnia 1807; 9 kwietnia 1809; z 1811 i końca roku 1811; ogł. T. Turkowski: Materiały do dziejów literatury i oświaty na Litwie i Rusi, t. 1, Wilno 1935, s. 142–145
- Do L…iego z Porycka z 15 września 1809 (dla nauczyciela jego syna), ogł. H. Skimborowicz, Przegląd Naukowy 1842, t. 1, s. 263–270
- Do Rektora Uniwersytetu Wileńskiego z lat 1809–1811, rękopisy w Bibliotece Akademii Nauk USRR w Kijowie, sygn.: YH. 258
- Do F. Biernackiego 2 listy z roku 1810, do A. J. Czartoryskiego 7 listów z lat 1811–1812, wyd. K. Sienkiewicz: Skarbiec historii polskiej, t. 2, Paryż 1840
- Korespondencja listowna z T. Czackim H. Kołłątaja przedsięwzięta w celu urządzenia instytutów naukowych i pomnożenia oświecenia publicznego w guberniach wołyńskiej, podolskiej i kijowskiej, z rękopisu wyd. F. Kojsiewicz, t. 1–4, Kraków 1844–1845
- Do N. Karamzina, ogł. D. J. Wierzbicki, Athenaeum 1845, t. 5, s. 193–196
- Do G. E. Grodka, ogł. Przewodnik Naukowy i Literacki 1876
- Korespondencja z A. K. Czartoryskim, rękopis: Biblioteka Czartoryskich (Archiwum Domowe Ew. XVII/1109)
- Od F. Łubieńskiego z 22 marca 1789, ogł. T. Korzon: Wewnętrzne dzieje Polski za Stanisława Augusta, t. 5, Warszawa 1898, s. 9
- Od: Stanisława Augusta (1792), Ch. Hohenzollerna (1801), Fryderyka Wilhelma (1802), N. Nowosilcowa (1802), H. Kołłątaja (1804–1805), M. Murawiewa (1805), P. Zawadowskiego (1805–1806), P. Stefanowicza (1808), A. J. Czartoryskiego (1809, 1812), N. Karamzina (1810), Alvenslebena (brak roku); ogł. A. Osiński: O życiu i pismach T. Czackiego, Krzemieniec 1816; także wyd. 2 Kraków 1851
- Od J. M. Ossolińskiego z 23 kwietnia 1798, z rękopisu Biblioteki Czartoryskich, sygn. 968; ogł. Przegląd Lwowski 1873, t. 5, s. 78–81
- Od J. Śniadeckiego z lat 1803–1806, wyd. M. Chamcówna, S. Tync: Korespondencja Jana Śniadeckiego. Listy z Krakowa, t. 2, Wrocław 1954
- Od A. Czarnockiego z 8 lutego 1809, rękopis: Biblioteka Czartoryskich, sygn. 1181
- Raport do Komisji Skarbu Koronnego… z objazdu prowincji ruskiej w miesiącach czerwcu, lipcu i sierpniu 1787r., podany w miesiącu marcu 1788 r. z dołączonymi uwagami o handlu polskim, ogł. J. I. Kraszewski: „Pierwsze prace T. Czackiego”, Athenaeum 1846, t. 2
- Punkta, pod którymi pragnę mieć rękopisma JKMci powierzone mojej straży (1797), oryginał w Archiwum Głównym Akt Dawnych (Archiwum Jabłonny; korespondencja Stanisława Augusta, sygn. XIII/3a, k. 285–286)
- Reskrypt Jego Cesarskiej Mości Aleksandra I do JW. Tadeusza Czackiego… i ustawy dla Gimnazjum Wołyńskiego, tłum. z rosyjskiego R. Strzelecki (Wilno 1805); także Dziennik Wileński 1805, t. 3
- Wyrok Aleksandra I z 20 lipca 1807, ogł. A. Osiński: O życiu i pismach T. Czackiego, Krzemieniec 1816; także wyd. 2 Kraków 1851
- Notatka bibliograficzna, ogł. K. Sienkiewicz: Skarbiec historii polskiej, t. 2, Paryż 1840